# Riwanon Kervella
Pour les articles homonymes, voir Kervella.
Riwanon Kervella, née en 1950 à Tréguier (Trégor, Côtes-d'Armor), participe à la défense et la promotion de la langue bretonne. Elle est directrice de Skol Ober, qui assure des cours de breton par correspondance.

## Biographie
Riwanon Kervella est la fille du linguiste Frañsez Kervella et d'Ivetig an Dred-Kervella (br), herminés en 1994.
Elle fait des études d’anglais et a une maîtrise de breton.
Elle est directrice depuis 1977 de Skol Ober, école de breton par correspondance qui compte aujourd’hui 65 professeurs et 5 000 élèves.
Elle est également secrétaire de Skol an Hanternoz (cours du soir). 
Agricultrice à Plufur, elle reçoit l'ordre de l'Hermine en 1999 pour avoir servi les intérêts de la culture bretonne. Son cheval de bataille est la défense et la promotion de la langue bretonne « Vecteur essentiel de l’existence d’un peuple ».
Elle connaît bien les pays celtes pour y avoir séjourné plus de deux ans. Elle a été présidente de la branche bretonne du Congrès celtique international. De ses séjours, elle a rapporté des recettes dont elle a fait un ouvrage (voir ci-dessous).
Elle est membre du Collectif breton pour la démocratie et les droits de l'homme (appel de Carhaix).

## Publication
- Riwanon Kervella (préf. Alan Stivell, ill. Jiluk), La cuisine des pays celtes, Éd. Des Dessins et des Mots, coll. « Terroirs », 16 octobre 2002, 140 p. (ISBN 978-2-95144417-1)

### Source
- Institut culturel de Bretagne, « Notice biographique de Riwanon Kervella » [archive du 28 avril 2012], sur icb.culture-bretagne.org (consulté le 3 mars 2012)